# Барон Кайм
Барон Кайм (англ. Baron Kyme) — титул в системе пэрства Англии, созданный в 1295 году для Филиппа Кайма. В настоящий момент находится в статусе ожидания наследника.

## История
Титул был создан 24 июня 1295 года, когда король Эдуард I вызвал в английский парламент Филиппа (III) Кайма (умер в 1323), происходившего из рыцарского линкольнширского рода Каймов. Филипп верно служил короне, принимая участия в военных походах в Гасконь и Шотландию. Его сын и наследник, Уильям (IV) Кайм, также верно служил короне в войне с Шотландией.
Уильям не оставил детей, поэтому после его смерти в 1338 году титул барона Кайма унаследовал Гилберт (IV) де Умфравиль, титулярный граф Ангус, сын Люси Кайм, сестры Уильяма. Гилберт происходил из англонормандского рода Умфравилей, представители которого с XII века занимали ведущие позиции в Северной Англии. Его отец в результате поражения Англии в войне за независимость Шотландии потерял владения там, как и титул графа Ангуса, хотя и его, и Гилберта продолжали вызывать в английский парламент с этим титулом. Гилберт принимал участие во второй войне за независимость Шотландии, стремясь вернуть утерянные владения, участвуя во всех крупных сражениях этого периода, но после утраты в 1350-е годы английским королём Эдуардом III интереса к Шотландии и возвращения на трон Давида II Брюса был вынужден сосредоточить свои интересы на своих владениях в Нортумберленде и той части Южной Шотландии, что ещё находилась под английским контролем.
Гилберт де Умфравиль не оставил детей. Часть поместий Умфравилей перешла к его племяннице, Элеоноре Тэлбойс, дочери полнородной сестры Элизабет де Умфравиль от брака с сэром Гилбертом Борроудоном. Однако по соглашению 1375 года часть владений, а также, возможно, баронию Кайм, унаследовал его единокровный брат Томас де Умфравиль, хотя он никогда не вызывался в английский парламент. Позже землями, входящими в состав баронии, владел Гилберт V де Умфравиль. Хронист Джон Хардинг называет его с титулом «граф Кайм» и сообщает, что тот во Франции в 1411 году был провозглашён графом Каймом. Однако ни в каких отчётах английского правительства он не упоминается с этим титулом, его называют только «лорд Кайм», поэтому у него, судя по всему, не было официального статуса. Несмотря на это Гилберт с графским титулом упоминается во многих английских и французских хрониках. Скорее всего, его так окрестили из-за его главного поместья из уважения к происхождению его семьи из Шотландии, где барония Кайм была малозначимой и где вместо этого он, судя по всему, был известен как «граф Ридсдейл». После гибели бездетного Гилберта Кайм перешёл к его дяде, Роберту IV де Умфравилю, умерший в 1437 году бездетным, после чего английские владения перешли к его дальнему родственнику Уильяму Тейлбойсу.
С точки зрения современного права, титулом барона Кайм де-юре после 1381 года владели Элеонора Тэлбойс и её потомки, однако они никогда не вызывались с ним в английский парламент и не претендовали на него. Один из них, Гилберт Тэлбойс, женившийся на Элизабет Блаунт, любовнице короля Генриха VIII, в 1529 году получил титул барона Тэлбойс из Кайма, однако, поскольку он умер раньше отца, объединили оба титула только его дети. Впрочем, оба сына умерли, не достигнув совершеннолетия, поэтому наследницей титула стала дочь Элизабет. Её первый муж, Томас Уимбиш, безуспешно пытался получить баронский титул жены, а вторым браком она вышла замуж за Амброуза Дадли, графа Уорика. Она умерла в 1563 году, не оставив наследников. Претензии на титул барона Кайма после этого перешли к её дяде, Уильяму Тэлбойсу, но он детей не оставил. После этого претензии на титул перешли в состояние ожидания между его сёстрами и их наследниками.

## Бароны Кайм
- 1295—1323: Филипп (III) Кайм[нем.] (умер в 1323), 1-й барон Кайм с 1295 года[1].
- 1323—1338: Уильям (IV) Кайм[нем.] (около 1283—1338), 2-й барон Кайм с 1323 года, сын предыдущего[1].
- 1338—1381: Гилберт (IV) де Умфравиль (около 1310 — 6 января 1381), титулярный граф Ангус с 1325 года, 3-й барон Кайм с 1338 года, племянник предыдущего[2].

## Бароны Кайм (де юре)
- Элеонора Тэлбойс (около 1341 — после 1381), 4-я баронесса Кайм (де юре) с 1381 года, племянница Гилберта (IV) де Умфравиля[6].
- сэр Уолтер Тэлбойс (около 1361 — 20/21 сентября 1417), 5-й барон Кайм (де юре), шериф Линкольншира в 1389 году, сын предыдущей[7].
- сэр Уолтер Тэлбойс (около 1391 — 13 апреля 1444), 6-й барон Кайм (де юре) с 1417 года, шериф Линкольншира в 1423 году, сын предыдущего[8].
- сэр Уильям Тэлбойс (около 1416 — 26 мая 1464), 7-й барон Кайм (де юре) с 1444 года, сын предыдущего[9][5].
- сэр Роберт Тэлбойс (около 1451 — 10 января 1495), 8-й барон Кайм (де юре) с 1464 года, сын предыдущего[10].
- сэр Джордж Тэлбойс (около 1467 — 21 сентября 1538), 9-й барон Кайм (де юре) с 1495 года, сын предыдущего[11].
- Джордж Тэлбойс (около 1523 — 6 сентября 1540), 2-й барон Тэлбойс из Кайма с 1530 года, 10-й барон Кайм (де юре) с 1538 года.
- Роберт Тэлбойс (около 1528 — около 26 июня 1542), 3-й барон Тэлбойс из Кайма и 11-й барон Кайм (де юре) с 1540 года.
- Элизабет Тэлбойс (около 1520 — 1563), 4-я баронесса Тэлбойс из Кайма и 12-я баронесса Кайм (де юре) с 1542 года[5].
- Уильям Тэлбойс (умер в 1577), 13-й барон Кайм (де юре) с 1563 года.